# كفر محسن
قرية كفر محسن هي إحدى القرى التابعة لمركز الإبراهيمية في محافظة الشرقية في جمهورية مصر العربية. حسب إحصاءات سنة 2006، بلغ إجمالي السكان في كفر محسن 2716 نسمة، منهم 1406 رجل و1310 امرأة.